# Charles Schott
Charles Schott war ein US-amerikanischer Autorennfahrer.

## Karriere
Charles Schott fuhr in den frühen 1950er-Jahren Sportwagenrennen in Nordamerika. Neben Einsätzen bei nationalen Rennen, war Schott dreimal beim 12-Stunden-Rennen von Sebring am Start. Seine beste Platzierung erreichte er 1952, als er gemeinsam mit Morris Carroll auf einem Jaguar XK 120 Gesamtzweiter wurde. Beim ersten Wertungslauf der Sportwagen-Weltmeisterschaft der Motorsportgeschichte belegte er beim 12-Stunden-Rennen von Sebring 1953 den 34. Platz. 

## Statistik

### Sebring-Ergebnisse
| Jahr | Team           | Fahrzeug      | Teamkollege    | Platzierung            | Ausfallgrund |
| ---- | -------------- | ------------- | -------------- | ---------------------- | ------------ |
| 1952 | Charles Schott | Jaguar XK 120 | Morris Carroll | Rang 2 und Klassensieg |              |
| 1953 | Charles Schott | Excalibur J   | John van Driel | Rang 34                |              |
| 1953 | Charles Schott | Jaguar XK 120 | Dave Michaels  | Rang 23                |              |

### Einzelergebnisse in der Sportwagen-Weltmeisterschaft
| Saison | Team           | Rennwagen     | 1   | 2   | 3   | 4   | 5   | 6   | 7   |
| ------ | -------------- | ------------- | --- | --- | --- | --- | --- | --- | --- |
| 1953   | Charles Schott | Excalibur J   | SEB | MIM | LEM | SPA | NÜR | RTT | CAP |
| 1953   | Charles Schott | Excalibur J   | 34  |     |     |     |     |     |     |
| 1954   | Charles Schott | Jaguar XK 120 | BUA | SEB | MIM | LEM | RTT | CAP |     |
| 1954   | Charles Schott | Jaguar XK 120 | 23  |     |     |     |     |     |     |